# Tvende Ravne
Tvende Ravne er det danske folk metal band Svartsots anden demo der blev indspillet i 2006.

## Trackliste
1. "Skønne Møer"
2. "Brages Bæger"
3. "Tvende Ravne"